# Santa Bàrbara de Vidrà
Santa Bàrbara de Vidrà és una església de Vidrà (Osona) inclosa a l'Inventari del Patrimoni Arquitectònic de Catalunya.

## Descripció
Petita capella de planta quadrada i teulada de teula àrab a dues vessants. Té la porta d'accés a la cara sud i l'altar al nord, amb una petita finestra a ponent. El seu interior és encalcinat amb policromia d'escàs valor. S'hi accedeix a través de tres graons de pedra. El paviment interior és cairons, i en ells s'hi conserva una petita imatge de Santa Bàrbara. Els materials emprats són la pedra recoberta parcialment amb argamassa i la teula. Al llindar de la porta hi trobem un pedra treballada amb formes de torre, símbol de la santa. Damunt de l'esmentada llinda hi ha una petita finestra rodona, molt semblant a la que trobem a ponent.

## Història
La capella de Santa Bàrbara va ser construïda al segle xviii per la família del Cavaller de Vidrà. Des d'aquell moment no ha estat objecte de gaires reformes. És una mostra de la devoció mariana d'aquella centúria. No deixa de ser curiós el fet que aquesta capella dugui la mateixa invocació que la del castell de Montesquiu, edificada un segle abans. També és interessant veure com es repeteix la simbologia en ambdues capelles. Actualment la capella roman tancada tot l'any i la seva cura és a mans dels masovers del Cavaller.